# Сачувај ми валцер
Сачувај ми валцер (енгл. Save Me the Waltz) једини је роман америчке књижевнице Зелде Фицџералд оригинално објављен 1932. године. Роман представља полу-аутобиографско дело, с обзиром да се већи део радње у роману поклапа са животом ауторке и њеним браком са Скотом Фицџералдом.

## Позадина
До 1930-их, Зелда Фицџералд је већ доста времена проводила по психијатријским установама, док је њен супруг био у успореном процесу писања следећег романа; наиме, он није написао ниједан роман још од Великог Гетсбија из 1925. године. Након епизоде хистерије, Зелда је била примљена на Фипс клинику у Џонс Хопкинс болници у Балтимору 12. фебруара 1932. године, а доктор Адолф Мејер дијагностиковао јој је и лечио је од шизофреније. Као део њеног опоравка она је морала да најмање два сата дневно пише.
Зелда се на клиници спријатељила са младом специјализанткињом, докторком Милдред Сквајрес, а крајем фебруара она је поделила са њом аспект свог романа. Сквајрес је писала Скоту да је роман био жив и веома шармантан. У међувремену, Скот је постао забринут да ће Зелдино лечење потрошити сав његов новац, па је свој роман оставио на страну и почео да пише кратке приче како би зарадио новац за лечење. Зелда је писала Скоту из болнице: „поносна сам на свој роман, али се једва могу довољно суздржати док га напишем. Свидеће ти се — јасно се види да је из 'Фицџералдовске школе', иако је усхићенији од твојих — можда и превише”. Зелда је махнито писала; роман је завршила 9. марта и послала га је Скотовом издавачу, њиховом пријатељу Максвелу Перкинсу из издавачке куће Скрибнер.
Када је Скот коначно видео рукопис, био је бесан. Зелдин роман је у великој мери говорио о њеном животу, баш као што су и ранији Скотови романи; али је Скота највише изнервирало то што се Зелдин роман базирао на готово истим њихових заједничким животним догађајима као и његов будући роман, на ком је радио већ четири године. Такође је био љут зато што је Зелда једног од својих јунака назвала Емори Блејн, какво је име носио и протагониста Скотовог првог романа Ова страна раја. Зелда је Скоту написала: „бојала сам се да смо се можда дотакли истог материјала”. Скот ју је натерао да роман у великој мери ревидира, иако прецизан обим ревизије није познат због тога што су њен оригиналан рукопис и почетне ревизије изгубљени (Скот је већи део тог аутобиографског материјала искористио у свом делу из 1934. године под називом Нежна је ноћ). На крају, Зелда је добила Скотово одобрење да објави роман; он је писао Перкинсу: „ово је Зелдин роман. Ово је добар роман, можда и веома добар — мада сам ја превише пристрасан да бих коментарисао. Има све врлине и мане првог романа ... Ради се о нечему сасвим новом и то треба продати”.
Зелда је потписала уговор о објављивању књиге 14. јуна 1932. године. Књига је коначно изашла 7. октобра исте године у 3.010 примерака (што није необично мало за романе првенце усред Велике кризе) на јефтином папиру и са повезом од зеленог платна.

## Синопсис
Сачувај ми валцер је, према речима ауторке, свој назив добио из каталога Victor record и указује на романтичи сјај живота којим су Френсис Скот и Зелда живели и који су Скотови романи неизбрисиво уписали у америчку књижевну и културну историју. Подељен у четири поглавља, од којих је свако даље подељено на по три дела, роман представља хронолошку нарацију четири периода у животима Алабаме и Дејвида Најта, имена која представљају слабе маске за своје стварне кореспонденте.
Роман представља причу о Алабами Бегс, јужњачкој девојци која се удаје за 22огодишњег уметника Дејвида Најта. Као и код Зелде и Скота, Алабама среће Дејвида док је била на југу током Првог светског рата. Најт постаје успешан уметник, па се пар сели у Ривијеру, где Најт започиње аферу са глумицом. Решена да и сама буде успешна, Алабама одлучује да постане балерина и немилосрдно се посвећује том циљу, па на крају постиже успех. Алабама игра свој соло деби у опери Фауст. Иако наизглед успешни, Алабама и Дејвид су веома несрећни. На крају романа они се враћају на југ кад је Алабамин отац на самрти. Иако она каже другачије, њени пријатељи са југа завиде Алабами на њеном срећном и веселом животу. Она тражи смисао у очевој смрти, али га не налази. Док чисти након последње журке пре повратка у њихове несрећне животе, Алабама напомиње да је — што је занимљив контраст у односу на завршни део Великог Гетсбија — пражњење пепељаре „веома изражајно за мене. Само нагомилам све на велику гомилу коју сам означила као 'прошлост', и испразнишви тако овај дубок резервоар који је некада био мој, спремна сам да наставим”.

## Пријем
Критичари су углавном негативно говорили о књизи, сматрајући да је књига пренаписана, да су ликови слабо разрађени и незанимљиви, а да је требало да сцене буду трагичне а не „лакрдијашке”. Њујорк тајмс је написао: „не само да се чини да издавачи нису били способни да обуздају готово смешну бујност писања, већ нису пружили књизи ни основне књижевне корекције”. Зелда је била у депресији због негативних рецензија, иако је признала да је рецензија Вилијама МекФија, написана у Њујорк Сану, у најмању руку разумна.
МекФи је написао: „у овој књизи, са свим грубостима концепције, њеним немилосрдно украденим техничким триковима и њеној патетичној тежњи филозофској дубини, ту је и обећање нове и енергичне личности у фикцији”. Малком Каули, пријатељ Фицџералдових, прочитавши књигу, написао је Скоту: „покренула ме је доста: има ту нечега у њој што нико раније није исказао речима”.
Књига је била продата у свега 1.392 примерка за шта је Зелда зарадила само $120,73 (књига ће бити поново штампана годинама након смрти ње и Скота, када се интерес за Фицџералдове поново био распламсао). Неуспех романа сломио јој је дух.
Она је током јесени 1932. године радила на новом роману, базираном на њеним искуствима у психијатријском лечењу. Међутим, Скотова реакција је поново била груба. Током њихове свађе пре него што је она била примљена на лечење, Скот је изјавио да је њен роман „плагијат, немудар у сваком погледу и ... да никада није требало да буде објављен”. Зелда га је упитала „зар ниси желео од мене да будем писац?”. Иако је Скот то рекао једном приликом он ју је напао и рекао да га не занима да ли је она писац или не и навео да је она „трећеразредни писац и трећеразредна балерина”. Психијатар се сложио са Скотом, а Зелда је била поражена, тако да никада више није објавила ниједан роман.